# Stępina
Stępina – wieś w Polsce, położona w województwie podkarpackim, w powiecie strzyżowskim, w gminie Frysztak.
W latach 1975–1998 miejscowość administracyjnie należała do województwa rzeszowskiego.
Miejscowość jest siedzibą parafii Św. Maksymiliana Kolbe, należącej do dekanatu Frysztak, diecezji rzeszowskiej.

## Integralne części wsi
| SIMC    | Nazwa     | Rodzaj    |
| ------- | --------- | --------- |
| 0649769 | Chytrówka | część wsi |
| 0649775 | Dół       | część wsi |
| 0649781 | Komorówka | część wsi |
| 0649798 | Pysówka   | część wsi |
| 0649806 | Za Górą   | część wsi |

## Granice
Miejscowość graniczy z Chytrówką, Cieszyną, Pstrągówką, Glinikiem Średnim i Glinikiem Górnym.

## Historia
W latach 1833–1844 dzierżawcą wsi był Anton von Chłędowski, który prawdopodobnie zginął 20 lutego 1846 roku w czasie rzezi galicyjskiej.

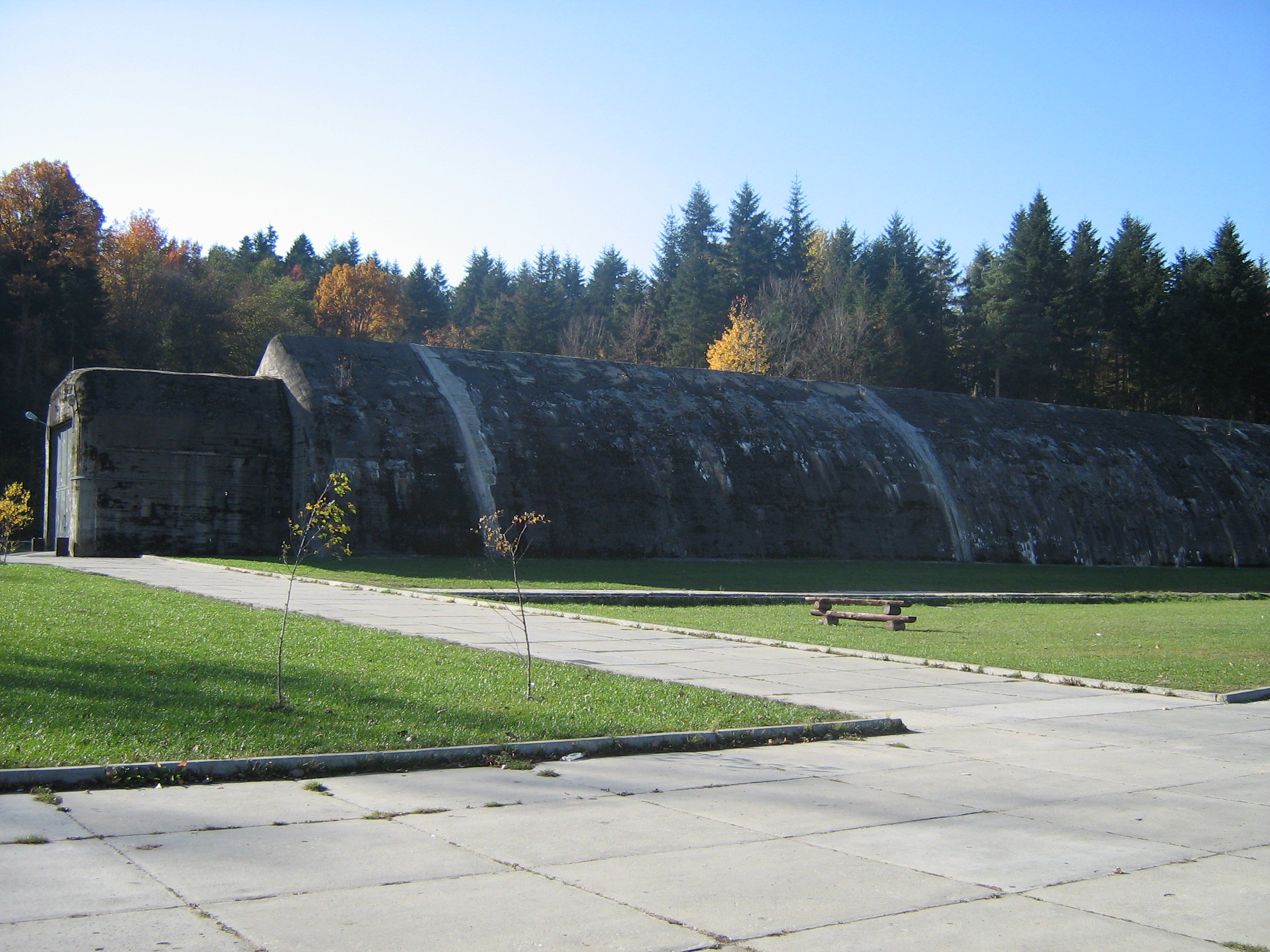
Schron kolejowy

 W miejscowości znajdują się schrony kolejowe zbudowane w czasie II wojny światowej przez Niemców. 27 sierpnia 1941 na lotnisku w Krośnie wylądował Adolf Hitler i Benito Mussolini; przybyli oni koleją do kwatery głównej (Führerhauptquartier) Hitlera „Anlage Süd” i spędzili w Stępinie noc.